# Юрковский, Хенрик
Хенрик Здислав Юрковский (пол. Henryk Jurkowski; 19 января 1927, Варшава — 3 января 2016, там же) — польский режиссёр, историк, теоретик театра кукол, педагог, драматург, театральный критик, бывший президент Международного союза театра кукол (UNIMA) (1972—1976 и 1984—1988). Заслуженный деятель культуры Польши. Профессор Академии театральных искусств имени Ст. Выспяньского в Кракове. Доктор философии.

## Биография
Участник Второй мировой войны. Во время немецкой оккупации Польши в 1943—1944 годах был членом подпольной организации «Серые шеренги», затем сражался в рядах Армии Крайовой, участвовал в Варшавском восстании 1944 г.
В 1951 году окончил Варшавский университет. В 1969 году стал доктором философии. В 1952—1972 годах преподавал в театральных школах Кракова и Варшавы, в 1973—2004 годах — во Вроцлаве и Белостоке. Работал деканом факультета театра кукол во Вроцлаве (1976—1979).
Основатель и декан факультета режиссуры театра кукол в Белостоке (1980—1983), проректор Театральной академии (1990—1993).

## Избранные труды
- Książki z zakresu historii, dramaturgii i estetyki teatru
- Artykuły z zakresu teorii teatru, folkloru, semiotyki i antropologii
- Ekspert w redakcji the World Encyclopedia of the Contemporary Theatre (ITI, UNESCO)

## Избранные пьесы
- Ludowa szopka polska
- Tryptyk Staropolski (Judyta i Holofernes, Syn Marnotrawny, Ścięcie Panny Doroty)
- Arlekin czyli Sługa trzech panów
- Dzieje Parysa królewicza trojańskiego
- Pan Twardowski na królewskim dworze